# گیاه‌پارچ برجسته
گیاه‌پارچ برجسته (نام علمی: Nepenthes insignis)، یک گونه از سرده گیاه‌پارچ‌ها است.